# Раёк
«Раёк» (в перекладі українською Райок) — український музичний гурт з Києва, створений Павлом Слободянюком та Оксаною Несененко. Дует прославився після випуску дебютного альбому «Море огня» в 2021 році.

## Історія
У 2018 році Павло Слободянюк запросив Оксану Несененко для участі у своєму музичному проекті Yah. Після плідної співпраці вони вирішили створити музичний дует «Раёк». Назва означає пересувний народний театр, що складається з невеликого ящика з двома збільшувальними стеклами попереду. Усередині нього переставляються картинки або перемотується з одного катка на інший паперова смуга з доморощеними зображеннями різних міст, великих людей і подій.
У 2019 році випустили кілька помітних треків і кліпів — «Волнами», «Буду хорошей» i «Облака».
У 2021 році група презентувала дебютний альбом «Море огня», який отримав високу оцінку музичних критиків і став широко відомий в Україні та Росії. Про групу написали кілька великих видань — Медуза, Афіша, the Flow та ін а пісні з альбому вийшли в топ чарти стрімінгових сервісів з прослуховувань. За підсумками, альбом «Море огня» був визнаний одним з кращих поп-релізів 2021 року.